# Беатрис на ужине
«Беатрис на ужине» (англ. Beatriz at Dinner) — художественный фильм Мигеля Артеты, снятый по сценарию Майка Уайта. Главные роли сыграли Сальма Хайек, Джон Литгоу, Конни Бриттон.
Мировая премьера фильма состоялась на кинофестивале «Сандэнс» 23 января 2017 года, в США — 9 июня 2017, в Канаде — 16 июня 2017 года.

## Сюжет
Беатрис - чуткая и преданная своим пациентам медсестра. После очередного сеанса реабилитации после химиотерапии для одной женщины её приглашают на званый ужин в честь празднования прибыльной сделки. Оказавшись в обители роскоши, Беатрис ощущает себя крайне неловко, особенно когда знакомится с Дагом - успешным и невероятно высокомерным бизнесменом. С этого момента приятный вечер превращается в клубок ссор и семейных разборок.

## В ролях
Сальма Хайек — Беатрис Бланко
Хлоя Севиньи — Шэннон
Конни Бриттон — Кэти
Джей Дюпласс — Алекс
Джон Литгоу — Даг Стратт
Эми Ландекер — Джиана
Дэвид Уоршофски — Грант
Джон Эрли — Эван
Энрике Кастильо — Маркус
Соледад Ст. Хилейр — Роза